# Skaltjärnen (Undersåkers socken, Jämtland)
Skaltjärnen är en sjö i Åre kommun i Jämtland och ingår i Indalsälvens huvudavrinningsområde.